# 食魚動物

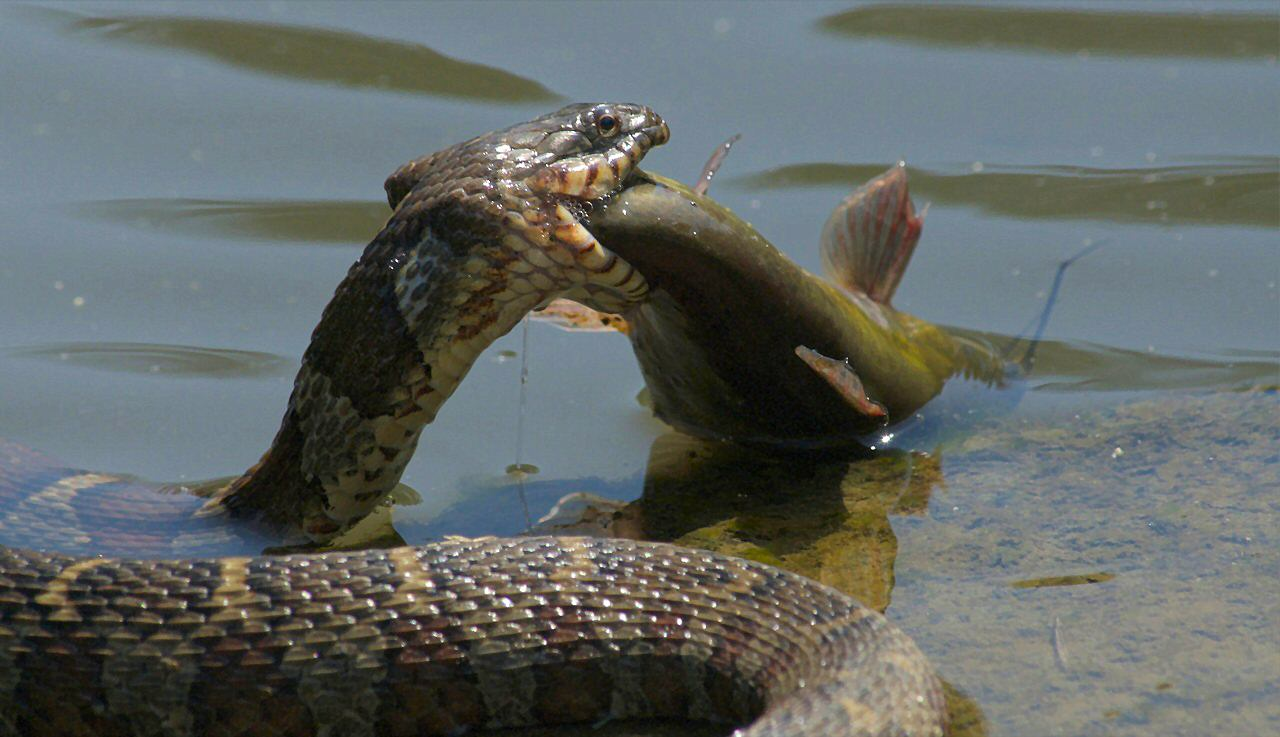
北方水蛇（Nerodia sipedon）。

食魚動物（piscivore/ˈpɪsɪvɔːr/）是指以魚類為主食的肉食動物。魚類為早期四足類（兩棲類）的主食，再來為食蟲動物，直到演化成爬蟲類才出現草食性動物。
某些動物如海獅和短吻鱷並不完全以魚類為食，同樣也會捕捉水中的無脊椎動物或是陸地生物。但有些動物如兔唇蝠科的蝙蝠、恆河鱷則完全只以魚類為食。另外有些動物，如章魚、魷魚、蜘蛛、鯊魚、鯨豚、灰熊、美洲豹、狼、蛇、烏龜、海鷗等，也會捕捉魚類為食，但僅占所有食物來源的一部分而已。
食魚動物能夠幫助將一個生態系統的能量移轉至另一個生態系統。在阿拉斯加一帶的灰熊以鮭魚為食，而進食後排放在森林的糞便與鮭魚的殘骸，可以將來自海洋的高價值養份（包括大量的氮以及磷）帶到溪邊的林地中，滋養當地其他的動植物；藉此將海洋生態系統的養分傳遞至森林生態系統、湖泊生態系統與溪流生態系統之中。
食魚動物英文 piscivore 的 pisci 字首來自拉丁文 piscis ，意思為「魚」。

## 現存的食魚動物範例

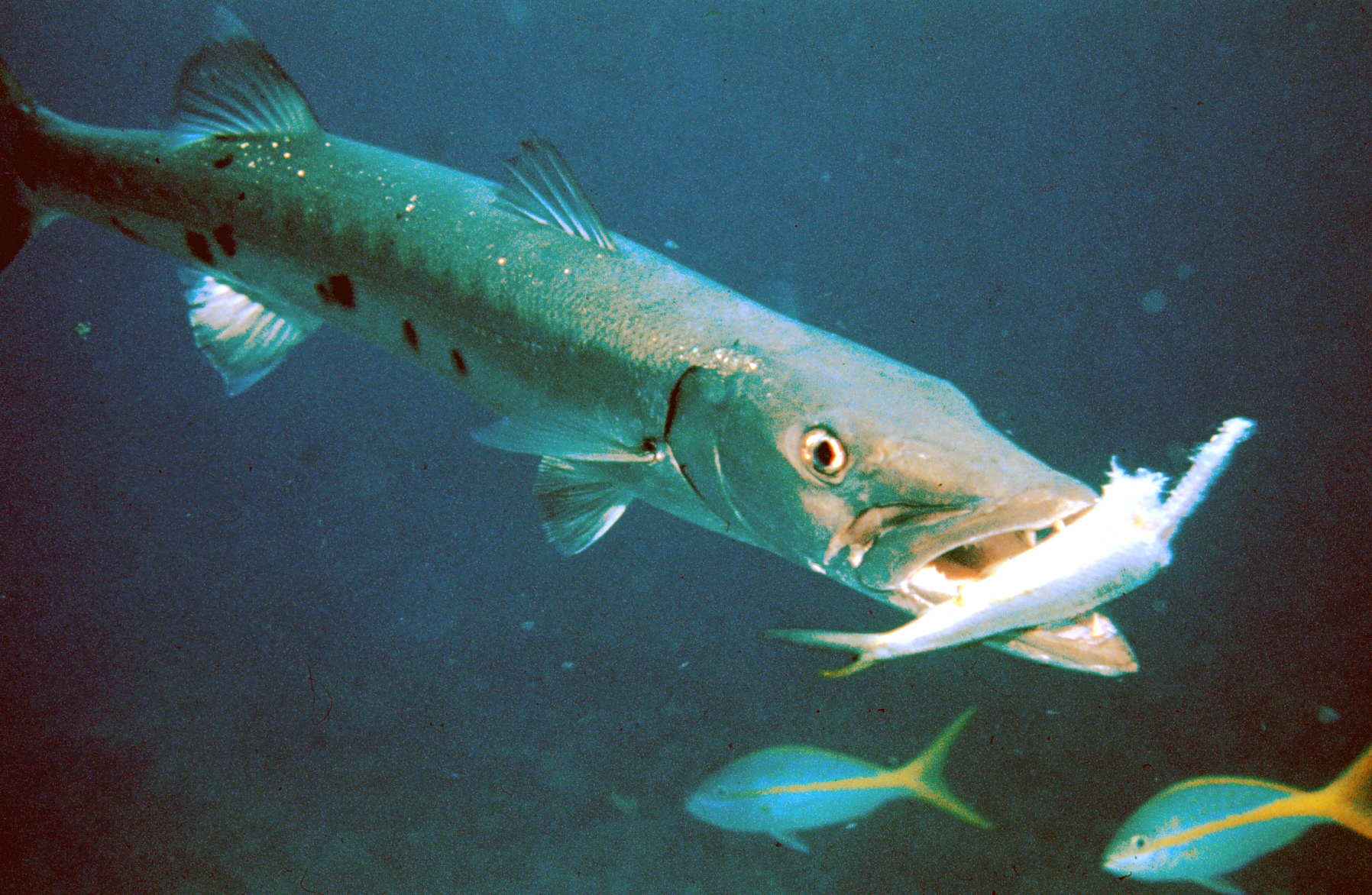
梭子魚（Sphyraena barracuda）

| - 人類（多種靈長目） - 狼 - 水獛 - 扁頭豹貓 - 兔唇蝠 - 海獅 - 歐亞水獺 - 美洲水鼬 - 漁貓 - 熊 | - 亞馬遜河豚 - 巨獺 - 寬吻海豚 - 港海豹 - 魚鷹 - 企鵝 - 白頭海鵰 - 恆河鱷 - 長吻海蛇 - 灣鱷 | - 猛魚 - 梭子魚 - 鱷雀鱔 - 檸檬鯊 - 捕魚蛛 - 大貓（多種貓科動物） - 食人魚 - 扁鰺 - 普通翠鳥 - 尼羅鱷 |  |

## 已絕種的食魚動物範例
部分已絕種的動物透過化石的狀態分析得以認定其為食魚動物，甚至部分種類直接保留了以魚類為主食的直接證據。

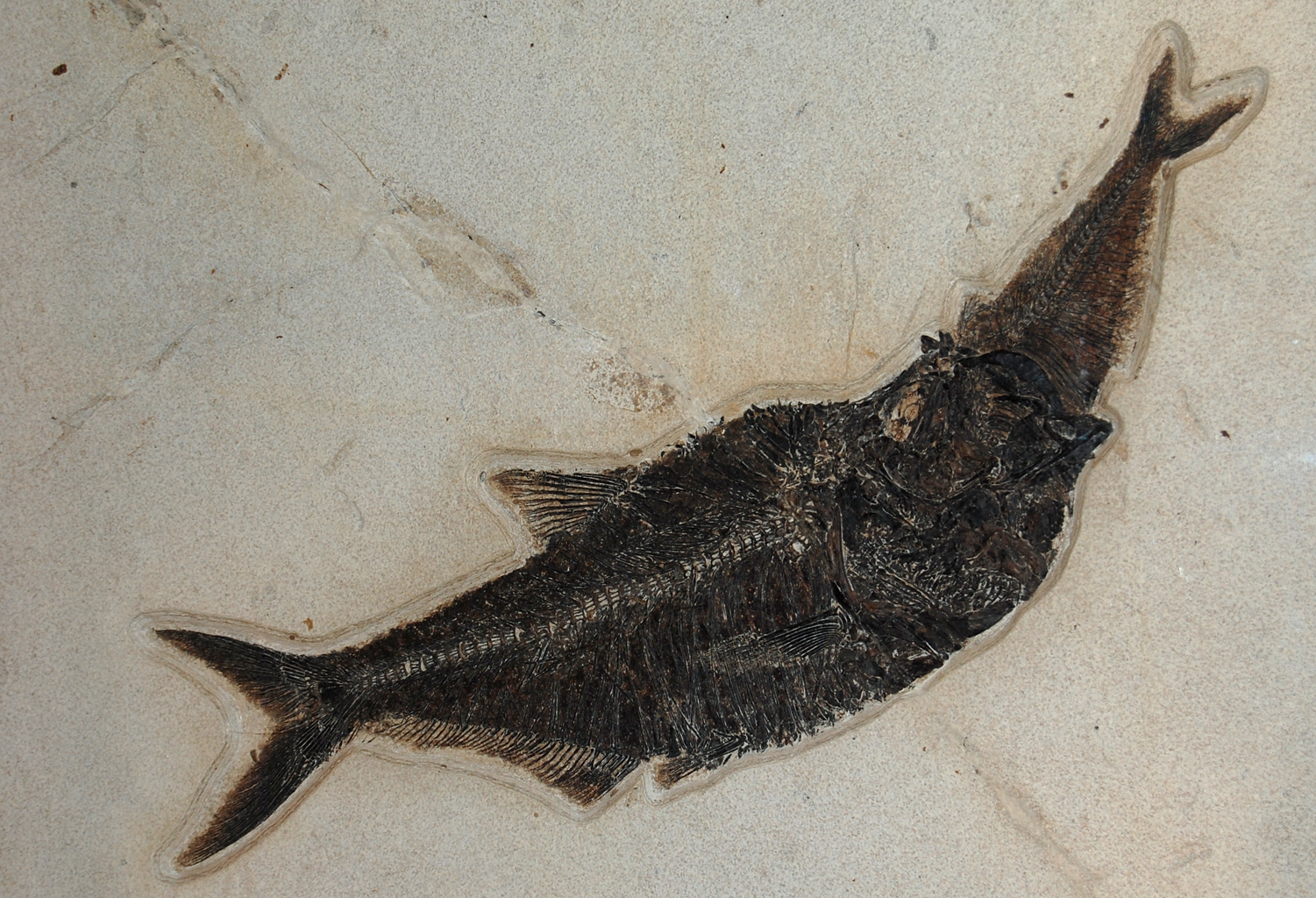
雙頜鯡（Diplomystus dentatus）

- 重爪龍（一種顱骨形似鱷魚的恐龍，在其化石胃部的位置曾發現鱗齒魚屬（英语：lepidotes）魚類的鱗片化石）[5]
- 棘龍（為重爪龍的近親，且其吻端具有力學感受器，可以感知水中獵物的游動）[5][6]
- 薄煎餅鱷（其扁平的頭部被認為適合咬住並吞噬不經意游過的魚類，就像現存的扁鯊）[7]
- 無齒翼龍（其喙上與胃中留有魚類的殘骸）[8]
- 薄板龍（薄板龍擁有長頸、立體視覺與尖牙，適合突入魚群並精準咬住目標，且其化石中曾發現魚的鱗片與牙齒）[9]
- 劍射魚（一具4公尺長的劍射魚標本在其胃中保有一條長1.8公尺的鰓腺魚）[10]
- 鳥掌翼龍（尤其顎部與牙齒構造分析其為食魚動物）